# Bürdel King
Bürdel King fue un grupo español de hard rock, rock and roll y heavy metal clásico creado en 2011 por Txus di Fellatio (batería y líder de Mägo de Oz).

## Historia
Según lo que han dicho Frank y Txus en varias entrevistas ellos tenían el proyecto de Bürdel King en mente hace varios años pero nunca lo habían hecho hasta ahora. Según lo que cuenta Txus di Fellatio hizo esta banda para sacar ese sentimiento pervertido y de rock and roll, el cual no podía sacar con Mägo de Oz.
En 2011 la banda publicó su primer álbum de estudio llamado ¡Ladran, luego cabalgamos!.
El grupo comenzó a grabar su segundo disco a principios de marzo de 2016. Éste lleva el título Si Dios está en todas partes... fuego a discreción! y se grabó en los estudios Cube con el habitual equipo técnico con el que Mägo de Oz trabaja y fue producido por Alberto Seara Flor (Mägo de Oz, Sôber, etc.). Este disco salió al mercado a principios de octubre de 2016, ya que la intensa actividad de Mägo de Oz (más de 50 conciertos programados para su gira) no le permiten a Txus dedicarle todo el tiempo que quisiera a la promoción, videoclip, etc.

## Miembros
- Vocales: Txus di Fellatio. (2011-2020)
- Guitarra: Frank. (2011-2020)
- Guitarrista: Manuel Seoane. (2011-2020)
- Bajo: Sergio Martínez. (2011-2020)
- Teclista: Javi Díez. (2011-2020)
- Batería: Anono Herrero. (2011-2020)

## Discografía
- 2011: ¡Ladran, luego cabalgamos!.
- 2016: Si Dios está en todas partes... fuego a discreción!